# Île de la Cité
Île de la Cité er en af to naturlige øer i Seinen i byen Paris (den anden er Île Saint-Louis – Île des Cygnes er kunstig). Øen er centrum i byen og er det sted hvor den middelalderlige by blev grundlagt.
Den vestlige del har indbefattet et slot fra Merovingisk tid, Palais de la Cité, hvor Capetingerne boede før opførelsen af Palais du Louvre. På øen ligger Notre Dame, Palais de Justice, Hôtel-Dieu, et hospital og Tribunal de Commerce.